# ホイッスリング・ダウン・ザ・ワイヤー
| 専門評論家によるレビュー | 専門評論家によるレビュー |
| レビュー・スコア         | レビュー・スコア         |
| 出典                     | 評価                     |
| ------------------------ | ------------------------ |
| Allmusic                 | [ 1 ]                    |

『ホイッスリング・ダウン・ザ・ワイヤー』（Whistling Down the Wire）は、1976年にABCレコードからリリースされたクロスビー&ナッシュのサード・アルバム。このアルバムのカセットテープと8トラック・テープ・バージョンは、クロスビー・スティルス・ナッシュ&ヤングが契約していたアトランティック・レコードから配給された。ビルボード200アルバム・チャートで26位を記録し、RIAAからゴールド認定を受けた。このアルバムからは「Out of the Darkness」と「Spotlight」の2枚のシングルがリリースされたが、ビルボード・ホット100にチャートインしたのは最初のシングルだけで、最高位は89位だった。

## 背景
前作の成功を受け、デヴィッド・クロスビーとグラハム・ナッシュは1975年の夏から秋にかけて、このアルバムに参加したバンドをツアーに連れ出した。このアルバムのレコーディング・セッションの過程で、ふたりはスティーヴン・スティルスとニール・ヤングのプロジェクトにヴォーカルとして参加することになった。クロスビー・スティルス・ナッシュ&ヤング再結成の可能性があったにもかかわらず、ナッシュとクロスビーが『ホイッスリング・ダウン・ザ・ワイヤー』のセッションを終えるためにマイアミを離れ、ヤングとスティルスがそれに反発し、マスターテープからデュオのヴォーカルとその他の貢献を削除したため、失敗に終わった。彼らは1976年にこのアルバムを引っさげて再びツアーを行ったが、1977年にリリースされたCSNのセカンド・トリオ・アルバムのために年末までにスティルスと再結成した。このアルバムは、多かれ少なかれ永続的にトリオを再活性化させることに成功し、その後28年間、クロスビー＆ナッシュの新しいスタジオ・アルバムはリリースされなかった。

## 作品解説
キーボーディストのクレイグ・ダーギー、ギタリストのダニー・コーチマー、ドラマーのラス・カンケルに加え、マルチ・インストゥルメンタリストのデヴィッド・リンドレー、ベーシストのティム・ドラモンドが参加し、デュオのツアー中は「マイティ・ジッターズ」と呼ばれていた。Time After Time」、「J.B.'s Blues」、「Marguerita」など、このアルバムに収録された曲の多くは、『ウィンド・オン・ザ・ウォーター』のセッションで残されたものである。収録曲「Mutiny」は、1970年代にホットスポットとして知られたマイアミの『Mutiny Hotel』にちなんでいる。
このアルバムとその前作は、1970年代半ばのポピュラー音楽の多くに見られた米国で言われる「ソフト・ロック」（日本で言われるソフトロックではない）のサブジャンルを体現している。2作続けてゴールド・アルバムを獲得したことで、デュオのレコードでの成功は、かつてのパートナーであったスティルスのそれを上回った。しかし、機会が訪れると、2人はスティルスと合流し、クロスビー・スティルス&ナッシュとして活動を続けることに同意した。
セッションはサンフランシスコのルディ・レコーダーズとロサンゼルスのサウンド・ラボで行われた。『ホイッスリング・ダウン・ザ・ワイアー』は、2000年1月11日にMCAレコードからCDにて再発された。これは、MCAの新しいオンデマンド生産プロセスの一環として再び入手可能になった。

## 収録曲

### Side one
| #         | タイトル                 | 作詞・作曲                   | 時間  |
| --------- | ------------------------ | ---------------------------- | ----- |
| 1.        | 「Spotlight」            | Graham Nash, Danny Kortchmar | 2:51  |
| 2.        | 「Broken Bird」          | David Crosby, Nash           | 2:44  |
| 3.        | 「Time After Time」      | Crosby                       | 2:32  |
| 4.        | 「Dancer」(instrumental) | Crosby                       | 4:50  |
| 5.        | 「Mutiny」               | Nash                         | 4:45  |
| 合計時間: | 合計時間:                | 合計時間:                    | 17:42 |

### Side two
| #         | タイトル                | 作詞・作曲                 | 時間  |
| --------- | ----------------------- | -------------------------- | ----- |
| 1.        | 「J.B.'s Blues」        | Nash                       | 2:41  |
| 2.        | 「Marguerita」          | Nash                       | 4:13  |
| 3.        | 「Taken at All」        | Crosby, Nash               | 3:07  |
| 4.        | 「Foolish Man」         | Crosby                     | 4:29  |
| 5.        | 「Out of the Darkness」 | Crosby, Nash, Craig Doerge | 4:24  |
| 合計時間: | 合計時間:               | 合計時間:                  | 18:54 |

## 参加メンバー
- デヴィッド・クロスビー - ヴォーカル、アコースティック・ギター
- グラハム・ナッシュ - ヴォーカル、アコースティック・ギター、エレクトリック・ギター、ハーモニカ

## ゲスト・ミュージシャン
- クレイグ・ダーギー - アコースティック・ピアノ、エレクトリック・ピアノ、オルガン、グラス・ハーモニカ
- デヴィッド・リンドレー - エレキギター、スライドギター、ペダルスティール・ギター、ヴィオラ、ヴァイオリン
- ダニー・コーチマー - エレキギター、ドブロ
- ローラ・アラン - チター
- ティム・ドラモンド - ベース
- ラス・カンケル - ドラム、パーカッション
- リー・ホールドリッジ - ストリング・アレンジ (4, 10)
- シド・シャープ - オーケストラ・リーダー (4, 10)

## 制作
- クロスビー＆ナッシュ - プロデューサー
- スティーヴン・バーンカード、ドン・グーチ - エンジニア
- ランキー・リンストロット - ABCレコーディング・スタジオ（カリフォルニア州ロサンゼルス）でのマスタリング
- ゲイリー・バーデン、ジェニス・ヘオ - アートディレクション
- ジョエル・バーンスタイン - 撮影
- スティーブン・バーンカード、マイク・ラゴンガ - リイシュー・プロデューサー
- エリック・ラブソン - リマスタリング・エンジニア